# Штединг, Иван Павлович
Иван-Роберт Петрович Штединг (25 июня 1871 — 20 ноября 1920, Симферополь) — полковник Российской императорской армии. Участник Китайского похода, русско-японской, Первой мировой и Гражданской войн. Кавалер ордена Святого Георгия 4-й степени и Георгиевского оружия. После Октябрьской революции примкнул к Белому движению, служил в Вооружённых силах Юга России и Русской армии генерала Врангеля. Был произведён в Генерал-майоры. После эвакуации армии Врангеля из Крыма остался там и был арестован ЧК. Был приговорён к расстрелу.

## Биография
Иван-Роберт Павлович Штединг родился 25 июня 1871 года в семье статского советника. По вероисповеданию был лютеранином. В 1889 году окончил Полтавский кадетский корпус, после чего, 31 августа 1889 года поступил на службу в Российскую императорскую армию. В 1892 году окончил Михайловское артиллерийское училище, из которого был выпущен в 14-ю артиллерийскую бригаду. Был произведён в чин подпоручика со старшинством с 10 августа 1892 года, в чин поручика со старшинством с 10 августа 1894 года и в чин штабс-капитана со старшинством с 13 июля 1897 года.
Был участником Китайского похода 1900—1901 годов. Был произведён в капитаны со старшинством с 13 июля 1901 года. Участвовал в русско-японской войне 1904—1905, получил ранение. По состоянию на 1 января 1909 года служил в 15-й артиллерийской бригаде. 25 января 1909 года получил старшинством в чине подполковника. Позднее занимал должность командира 6-й батареи 7-й Сибирской стрелковой артиллерийской бригады.
Принимал участие в Первой мировой войне. 7 мая 1915 года «за отличия в делах» был произведён в полковники, со старшинством с 15 сентября 1914 года. 5 августа 1915 года был назначен командиром 1-го дивизиона 7-й Сибирской стрелковой артиллерийской бригады. По состоянию на 1 августа 1916 года служил в том же чине и на той же должности.
После Октябрьской революции присоединится к Белому движению, служил в Вооружённых силах Юга России и Русской армии генерала Петра Врангеля. Был произведён в чин генерал-майора. После эвакуации армии Врангеля, продолжал оставаться в Крыму. Вскоре был арестован органами Всероссийской чрезвычайной комиссии по борьбе с контрреволюцией и саботажем при СНК РСФСР (ВЧК при СНК РСФСР). 22 или 23 ноября 1920 года был расстрелян в Симферополе по постановлению чрезвычайной тройки Особого отдела ВЧК при Революционном военном совете Южного фронта от 22 ноября 1920 года в составе председателя Василия Николаевича Манцева, членов Ефима Георгиевича Евдокимова и Бредиса.

## Награды
Иван-Роберт Павлович Штединг был пожалован следующими наградами:
- Орден Святого Георгия 4-й степени (Высочайший приказ от 29 сентября 1915)
— «за то, что в бою 27-го мая 1915 года на р. Дубис, командуя батареей, под сильным огнем противника сопровождал атакующую пехоту до полного её сближения с неприятелем, после чего смело выдвинулся вперед и, нанеся решительное поражение неприятелю своим огнем, дал возможность нашим войскам окончательно утвердиться на атакуемом пункте.»
- Георгиевское оружие (Высочайший приказ от 28 апреля 1915)
— «за то, что 5-го ноября 1914 года в день штурма укрепленной позиции противника между озёрами Тииркло и Бувельно, находился все время в положении исключительной опасности на передовом наблюдательном пункте в стрелковой цепи в сфере действительного ружейного огня противника, давая лично сам указания для корректировки стрельбы батареи, чем дал возможность нанести противнику решительное поражение.»;
- Орден Святого Владимира 3-й степени с мечами (Высочайший приказ от 17 марта 1916);
- Орден Святого Владимира 4-й степени с мечами и бантом (1 марта 1912);
- Орден Святой Анны 3-й степени с мечами и бантом (1903);
- Орден Святого Станислава 2-й степени (1 марта 1912).